# Roure del Giol
El Roure del Giol, en alguns mapes denominat Roure de Santa Coloma Sasserra, és un arbre monumental del terme municipal de Castellcir, a la comarca del Moianès. Pertany al poble rural de Santa Coloma Sasserra.
Està situat en el petit nucli rural de Santa Coloma Sasserra, davant mateix, al sud, de l'església parroquial de Santa Coloma, al sud-est de la Rectoria i al sud-oest del Giol, presidint l'esplanada on es trobaven el Camí de Santa Coloma Sasserra i el de Collsuspina i on hi havia la gran era comunal del poble. Pel costat de l'arbre arriba, des del poble de Castellcir, el primer dels dos camins esmentats.

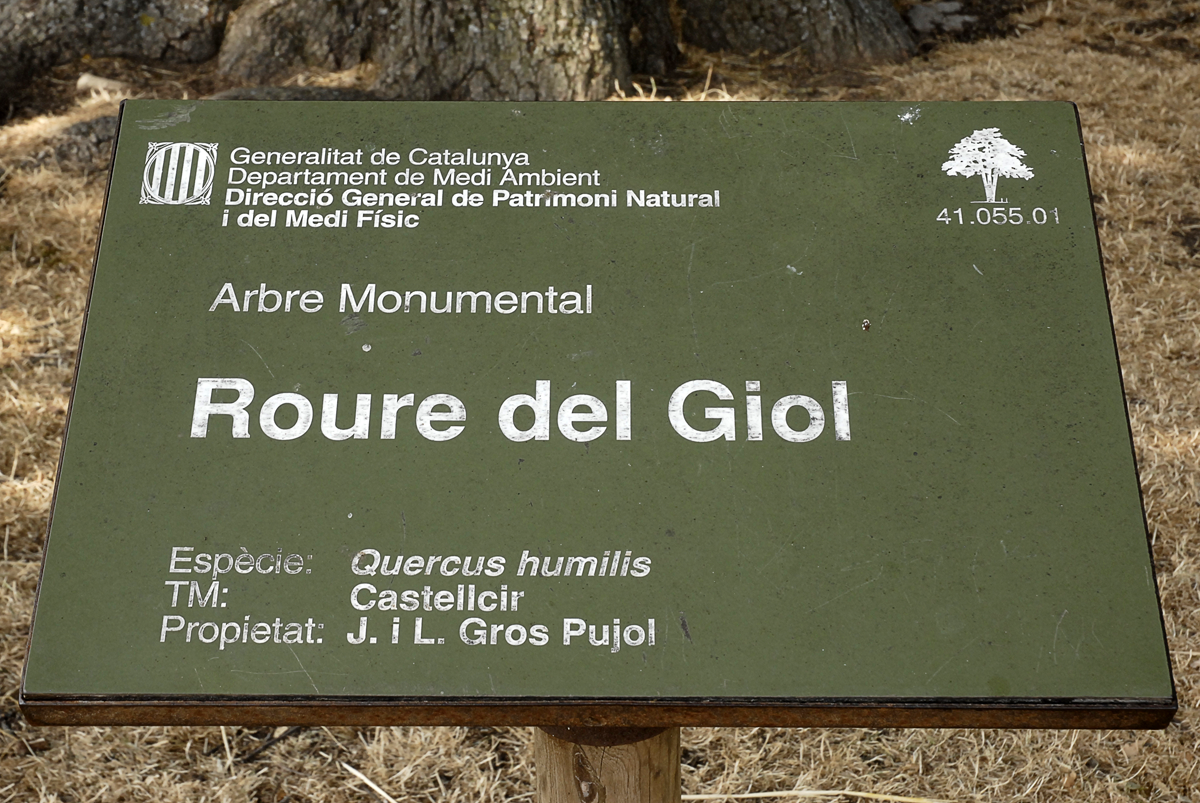
Plafó informatiu col·locat a la vora del roure del Giol

El 1987 va ser declarat oficialment Arbre Monumental de Catalunya.
A prop i al sud-oest del Roure del Giol hi ha les restes de la Domus de Santa Coloma.
Mesura aproximadament uns 20 metres d'alçada i 4,50 metres de corda (perímetre del tronc a una alçada d'1,50 metres).